# Minucius Felix
Minucius Felix (3. század) római apologéta, latin egyházatya. Fő műve az Octavius című dialógus, mely a korai kereszténység legkiemelkedőbb latin nyelvű hitvédő irata.

## Az Octavius
A mű párbeszédes formában mutatja be a korai kereszténység és az ezt támadó pogány gondolkodók főbb érveit. Az Ostiában 
játszódó párbeszéd résztvevői Caecilius Natalis pogány ügyvéd, Octavius Januarius keresztény ügyvéd, valamint e kettő vitájában döntőbíróként eljáró, szintén keresztény Minucius Felix.

### Tartalom
Caecilius a keresztényeket támadó Cornelius Fronto rétor, Marcus Aurelius császár nevelőjének érveit visszhangozza. Octavius a vádakra elsősorban egy pogány számára is ismerős filozófusokkal: Cicero De Natura Deorum című művével, Platónnal, illetve Vergiliusszal válaszol, kimutatva, hogy mindegyikőjük eljutott oda, hogy felismerje az egyedüli istenség képzetét. Nem említi viszont sem Krisztust, és nem idézi a Szentírást sem, mivel elsősorban filozófiaként igyekszik bemutatni a kereszténységet. A vita végén Caecilius elismeri a kereszténység igazát, és maga is megkeresztelkedik.
Caecilius és rajta keresztül Fronto érveiben a hagyományos római eszmerendszer és a görög filozófia tantételei is visszaköszönnek. A hagyományos római gondolkodásmód szerint Róma annak köszönhette nagyságát, hogy a maga oldalára állította az egyes népek „nemzeti” isteneit. Hadviselés, várostrom esetén a római papok ugyanis „kihívták” maguk közé az ellenséges népek isteneit, mondván, a rómaiak jobban fogják őket tartani, és hagyományhűbbek lesznek, mint az isten választott népe. Ezt a szertartást evocationak nevezték – a sikeres evocatiót elkerülendő az ellenséges népek pedig igyekeztek titokban tartani saját istenük nevét. Az evocatio pontos leírását Macrobius őrizte meg számunkra.
Caeciliusnál– akárcsak Symmachusnál – az az érv köszön vissza, hogy a kereszténység felvételével a birodalom magára fogja haragítani az isteneket, és ezek csapásokkal fogják sújtani a rómaiakat. Emiatt arra van szükség a hagyományos istentiszteleteket megtartsák, új, felforgató istenek kultuszát pedig száműzzék.
Ezért látjuk azt, hogy az egyes népeknek minden országnak, tartományban, városban nemzeti istentiszteletük van, és helyi isteneket imádnak, például Eleusis lakói Cerest, a frígek az istenek anyját, Cybelét, az epidaurosziak Aesculapiust, a káldeusok Belust, a szírek Astartét, Tauris népe Dianát, a gallok Mercuriust, a rómaiak pedig valamennyi nép isteneit. Ez a magyarázata annak, hogy hatalmuk és tekintélyük az egész földkerekségre kiterjedt…
A keresztények, így például Octavius, valamint Orosius ezzel szemben azt igyekeztek bebizonyítani, hogy a birodalmat akkor is érték csapások, mikor az istentiszteleteket szinte babonaságig menően betartották, illetve a rómaiak sokkal inkább maguknak köszönhették sikereiket.
Ennélfogva a rómaiak nem azért oly hatalmasok, mert vallásosak, hanem mert büntetlenül követték el a szentségtöréseket; hiszen a háborúikban nem is tudhatták maguk mellett azokat az isteneket, akik ellen fegyvert ragadtak, és akikhez csak akkor könyörögtek, amikor diadalt aratva fölöttük, tisztelni kezdték őket. De mit is tehetnek azok az istenek a rómaiakért, akik saját tisztelőiket sem tudták megmenteni a római fegyverektől?

### Vérvád
Caecilius-Fronto érveiben egyaránt visszaköszön a rómaiaknak az állami kultuszok melletti, titkos szertartásokkal szembeni ellenérzése, valamint a keresztény liturgia félreértése. Caecilius érveiben szinte szó szerint visszaköszönnek a hagyományos vádak, amelyeket a Senatus Consultum de Bacchanalibus nevű szenatusi határozatban, illetve Apion zsidóellenes iratában olvashatunk: kicsapongás, emberevés a keresztény istentisztelet során.
Mármost az új tagok beavatásáról szóló elbeszélés éppen olyan rettenetes, mint amennyire közismert. Akit misztériumaikba beavatnak, az elé egy liszttel borított kisdedet tesznek, hogy az óvatlanokat lépre csalják. Ezt a gyermeket az újonc azon hiszemben, hogy a lisztlepelbe merített késszúrások ártatlanok, tudtán kívül halálra sebzi. A gyermek vérét - szörnyűség! - mohón felnyalják, tagjait versengve szétdarabolják, ilyen áldozat révén kötnek szövetséget, ez a bűnrészesség kötelezi őket kölcsönös hallgatásra.... Ünnepnapon férfiak és nők minden korosztályból lakomára gyűlnek össze gyermekeik, nővéreik és anyjuk társaságában. Amikor a nagy lakmározás után az asztaltársaság felhevült, és a részegség felszította a fajtalan kéjelgés vágyát, a gyertyatartó végéhez kötött kutyát arra ingerlik, hogy a lánc hosszánál messzebb dobott falat után kapjon. Miután így felborult és kialudt a lelkiismeretet ébren tartó gyertyaláng, a szégyentelen sötétség leple alatt a természetellenes vágytól indíttatva válogatás nélkül ölelkeznek, s még ha a gyakorlatban nem mindenki követi is el, de a lelkiismeret szempontjából mindannyian egyformán vérfertőzők, hiszen közös vágyból fakad az, ami egyes emberek esetében megvalósulhat

### Hagyományozódás
Már Lactantius és Szent Jeromos is méltatják Minucius Felix munkáját, az idők folyamán azonban a kódexmásolók hibájából Arnobius műveinek nyolcadik (Octavius) műveként öröklődött, mígnem 1560-ban Franciscus Balduinus Heidelbergben önálló műként jelentette meg Minucius Felix Octaviusát.

## Magyarul megjelent művei
- Minutzius Féliks M. Oktáviussa; ford. Sepsi Zalányi Szabó Elek; Lyceum Ny., Kolozsvár, 1823
- Marcus Octaviusa Minucius Felix; bev., ford. Károsi Sándor; Sziládi Ny., Kecskemét, 1907
- Minucius Felix: Octavius. Károsi Sándor fordítását felújította, és kiegészítette, valamint az Előszót és a jegyzeteket írta Heidl György. Budapest, Paulus Hungarus – Kairosz Kiadó, 2001 (Catena. Fordítások sorozat) ISBN 963930297X